# Quadrangle de Syrtis Major

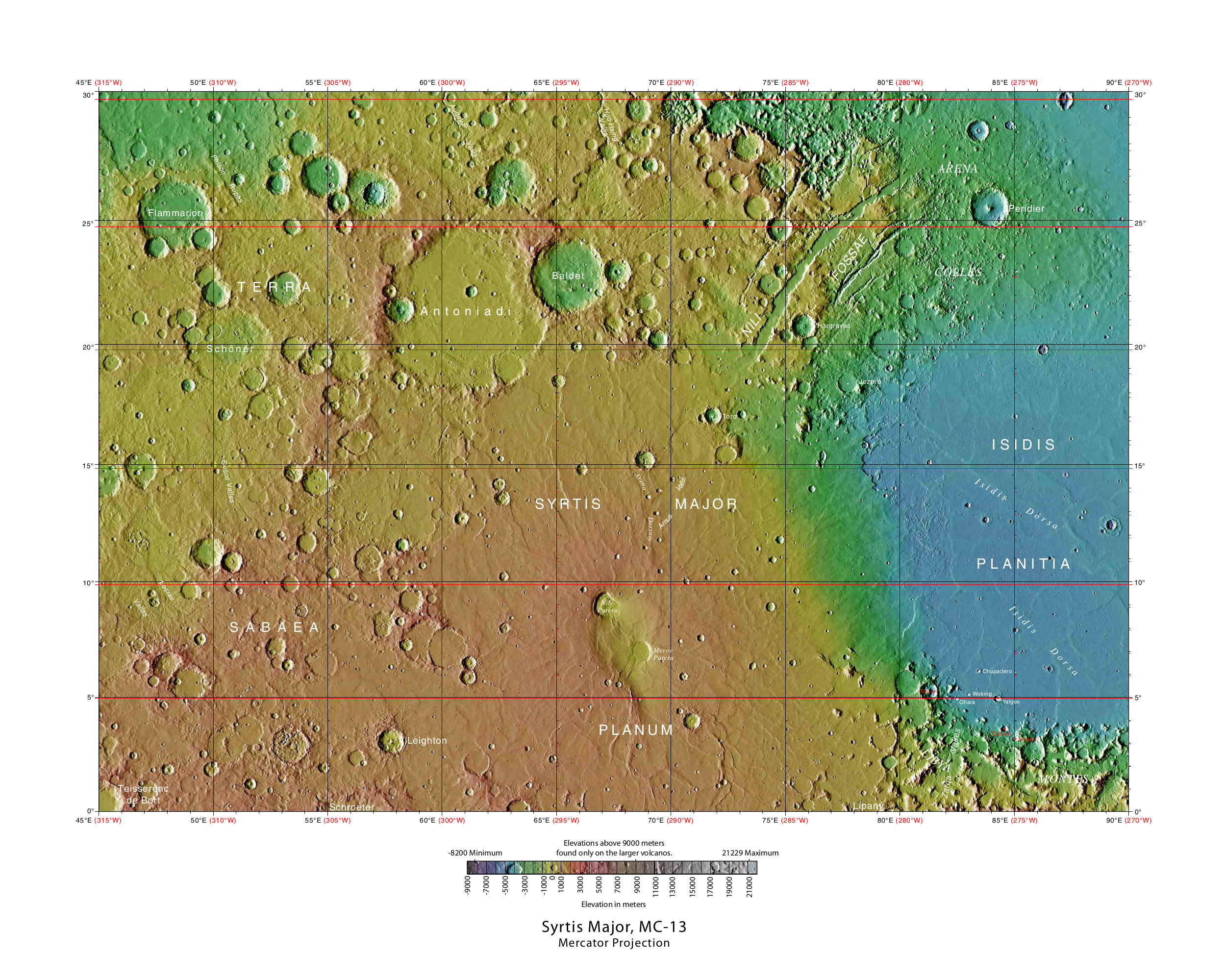
Quadrangle de Syrtis Major.

Dans le cadre de la géographie de la planète Mars, le quadrangle de Syrtis Major — également identifié par le code USGS MC-13 — désigne une région martienne définie par des latitudes comprises entre 0° et 30° N et des longitudes comprises entre 45° et 90° E. Il tire son nom de Syrtis Major, une formation d'albédo classique de Mars provoquée par l'affleurement de terrains basaltiques sombres autour d'un volcan bouclier à la limite entre les deux principaux domaines topographiques de la planète, la grande plaine jeune de l'hémisphère nord et les hautes terres anciennes de l'hémisphère sud.

## Géographie
Cette région est constituée à l'ouest de la partie orientale de Terra Sabaea remontant au Noachien, dans sa partie centre-sud du bouclier de Syrtis Major Planum, apparu à l'Hespérien, et à l'est de la partie occidentale du bassin d'impact d'Isidis Planitia, formé au Noachien mais recouvert de matériaux récents (Amazonien).

### Région de Terra Sabaea et principaux cratères
Ce quadrangle compte peu de grands cratères, essentiellement situés dans Terra Sabaea :
- Antoniadi (394 km) par 21,3° N et 60,8° E[1], dans Terra Sabaea ;
- Schroeter (292 km) par 1,9° S et 55,6° E[2], essentiellement situé dans le quadrangle d'Iapygia, au sud de Terra Sabaea ;
- Schöner (195 km) par 19,9° N et 50,5° E[3], dans Terra Sabaea ;
- Baldet (180 km) par 22,7° N et 65,4° E[4], oblitérant partiellement le cratère Antoniadi dans Terra Sabaea ;
- Flammarion (173 km) par 25,2° N et 48,2° E[5], dans Terra Sabaea ;
- Teisserenc de Bort (119 km) par 0,4° N et 45,0° E[6], dans Terra Sabaea à la limite avec le quadrangle d'Arabia ;
- Péridier (100 km) par 25,5° N et 83,8° E[7], dans la région d'Arena Colles en bordure septentrionale d'Isidis Planitia ;
- Hargraves (68 km) par 20,6° N et 75,6° E[8], en bordure nord-ouest d'Isidis Planitia ;
- Jezero (49 km) par 18,2° N et 77,6° E[9] en bordure occidentale d'Isidis Planitia ;
- Beruri (46 km) par 5,2° N et 81,2° E[10] à l'ouest de Libya Montes au sud d'Isidis Planitia ;
- Toro (42 km) par 16,8° N et 71,7° E[11], au pied de Syrtis Major Planum vers Isidis Planitia ;
- Dulovo (18 km) par 3,7° N et 84,5° E[12] à l'ouest de Libya Montes au sud d'Isidis Planitia ;
- Yalgoo (17 km) par 4,8° N et 84,1° E[13] au sud-ouest d'Isidis Planitia ;
- Hashir (16 km) par 3,2° N et 85,0° E[14] à l'ouest de Libya Montes au sud d'Isidis Planitia ;
- Ohara (10 km) par 4,8° N et 82,4° E[15] au sud-ouest d'Isidis Planitia ;
- Woking (9 km) par 5,0° N et 82,9° E[16] au sud-ouest d'Isidis Planitia ;
- Chupadero (8 km) par 6,1° N et 83,4° E[17] au sud-ouest d'Isidis Planitia.

### Région de Syrtis Major
Ces cratères se répartissent tout autour de Syrtis Major Planum, région géologiquement plus jeune (Hespérien) d'environ 1 350 km de diamètre centée sur 8,4° N et 69,5° E portant des cratères de taille modérée. Syrtis Major dépasse les 3 000 m d'altitude et présente quelques formations très caractéristiques :
- Nili Patera, par 8,9° N et 67,0° E[19], une caldeira de 70 km de diamètre ;
- Meroe Patera, par 6,9° N et 68,6° E[20], une caldeira de 50 km de diamètre au sud-est de la première ;
- Arena Dorsum, par 12,7° N et 68,8° E[21], une crète s'étendant sur 360 km ;
- Arnus Vallis, par 13,9° N et 70,5° E[22], une vallée s'étendant sur 280 km.

### Région d'Isidis Planitia
Dans le sud-est du quadrangle s'étend la partie occidentale d'Isidis Planitia, un bassin d'impact d'environ 1 200 km de diamètre centré par 12,9° N et 87° E au sud-ouest d'Utopia Planitia. Ces terrains plus jeunes (Amazonien) sont faiblement cratérisés, avec une altitude généralement comprise entre −3 000 m et −5 000 m, sous le niveau de référence. Cette région est marquée, au nord-ouest du bassin d'impact, par deux structures remarquables :
- Nili Fossae, par 22,6° N et 76,8° E[24], qui se présente comme une série de grandes « failles » — ou, plus simplement, de dépressions très allongées aux bords abrupts, parallèles aux contours d'Isidis Planitia — s'étendant sur 667 km ;
- Arena Colles, par 25,2° N et 82,5° E[25], région homogène au relief de collines s'avançant entre les bassins d'Isidis Planitia et d'Utopia Planitia, dans le prolongement oriental de Colles Nili et de Nilosyrtis Mensae, le long d'Utopia Planitia dans le quadrangle de Casius.

## Géologie
Plusieurs types de roches ignées ont été identifiés dans cette région. Outre les basaltes, de la dacite et des granites ont été détectés : la dacite se forme en surface des chambres magmatiques lorsque les pyroxènes et l'olivine, qui contiennent fer et magnésium (et qui sont plus denses), se sont concentrés au fond des chambres magmatiques ; les granites résultent de processus plus complexes.
Certaines zones du quadrangle — notamment Nili Fossae, sur 30 000 km2 — renferment des quantités significatives d'olivine : dans la mesure où cette roche est très instable en présence d'eau, cela tendrait à montrer que la région est demeurée sèche depuis la fin du volcanisme à l'origine de ces affleurements ; ceci est cohérent avec la définition du Sidérikien élaborée à la suite des observations de l'instrument OMEGA de la sonde Mars Express de l'ESA, la formation de Nili Fossae remontant alors au Theiikien.
L'eau a cependant très certainement coulé dans la région, au moins avant la formation de Nili Fossae, car les traces d'érosion fluviales sont nombreuses et explicites. On trouve ainsi, dans la région d'Arena Colles (voisine de Nili Fossae), des inselbergs, semblables aux buttes de Monument Valley sur le plateau du Colorado, des lits de rivières et des reliefs inversés résultant de l'érosion différentielle entre terrains généralement meubles et zones localement durcies sous l'effet d'un cours d'eau. Ceci est, là encore, cohérent avec la définition du Phyllosien introduite par l'ESA.

## Sources de méthane
Le quadrangle de Syrtis Major semble être l'une des principales sources de méthane détecté en 2003 dans l'atmosphère de Mars, aussi bien par des sondes telles que Mars Express que depuis la Terre ; ces émissions de CH4 se concentreraient notamment en trois endroits du quadrangle :
- une région de Terra Sabaea aux latitudes de 15° S à 20° N et aux longitudes de 45° à 55° E, centrée sur 5° N et 50° E[29] ;
- une zone de Syrtis Major Planum aux latitudes de 0° à 10° N et aux longitudes de 65° à 80° E, centrée sur 5° N et 72,5° E[30] ;
- une zone de Nili Fossae aux latitudes de 15° à 30° N et aux longitudes de 70° à 80° E, centrée sur 22,5° N et 75° E[31].

Des études récentes suggèrent que la cinétique du méthane dans l'atmosphère martienne rendrait cet hydrocarbure 600 fois moins stable que ce qu'on attendrait par simple photodissociation aux ultraviolets : avec une durée de vie initialement estimée à 300 ans environ, le méthane devrait se répartir uniformément dans l'atmosphère de la planète, ce qui n'est pas ce qu'on observe ; a contrario, la durée de vie du CH4 ne semble pas excéder quelques centaines de jours, avec une source de méthane 600 fois plus puissante qu'estimé initialement émettant ce gaz une soixantaine de jours par année martienne, à la fin de l'été de l'hémisphère nord. Outre le fait que ces observations ne s'expliqueraient qu'à l'aide d'un mécanisme inconnu de décomposition du méthane très spécifique à ce gaz et n'affectant pas les autres composants de l'atmosphère martienne, elles suggèrent un environnement a priori peu propice à la vie si de telles molécules organiques sont détruites si rapidement.